# Réserve nationale de faune du Lac Spiers
La réserve nationale de faune du Lac Spiers (anglais : Spiers Lake National Wildlife Area) est une réserve nationale de faune du Canada située dans le comté de Stettler No 6 en Alberta. Cette aire protégée de 64 ha a pour objectif de protéger une prairie à fétuque de Hall, un groupement végétal autrefois dominant dans la région, mais devenu rare en Alberta. On y retrouve aussi trois plantes considérées comme rares à l'échelle de la province, soit l'aster pauciflore, le lomatogone rotacé et le bermudienne septentrionale. Elle a été créée en 1982 et est administrée par le Service canadien de la faune.

## Faune
Ce site abrite 60 espèces d'oiseaux dont certaines sont menacées : Pluvier siffleur (Charadrius melodus circumcinctus), Courlis à long bec (Numenius americanus), Hibou des marais (Asio flammeus), Engoulevent d'Amérique (Chordeiles minor), Pipit de Sprague (Anthus spragueii) et Plectrophane à ventre noir (Calcarius ornatus).